# Bośnia i Hercegowina w Konkursie Piosenki Eurowizji
Bośnia i Hercegowina uczestniczyła w Konkursie Piosenki Eurowizji w latach 1993–2016, wcześniej startowała w konkursie jako część Jugosławii. Od czasu debiutu konkursem w kraju zajmował się bośniacki nadawca publiczny Bosanskohercegovačka radiotelevizija (BHRT).
Najlepszym wynikiem osiągniętym przez reprezentanta kraju jest zajęcie trzeciego miejsca przez zespół Hari Mata Hari i ich utwór „Lejla” podczas 51. Konkursu Piosenki Eurowizji w 2006.
Z powodu słabych wyników nadawca BHRT nie został dopuszczony do udziału w konkursie w 1998 i 2000. W 2013 samowolnie zrezygnował z udziału w konkursie z powodów finansowych, w 2016 powrócił do stawki konkursowej, a od 2017 ponownie nie wystawia reprezentanta na kolejne konkursy.
7 lipca 2024 sąd miejski w Sarajewie wydał wyrok, który wymusza na krajowej telewizji sprzedanie wszystkich swoich nieruchomości w celu uregulowania zadłużenia, które ma od lat wobec EBU. Ostateczny termin zapłaty wyznaczono na 25 września 2024. W marcu 2024 sąd sporządził ekspertyzę i ustalił wartość dziewięciu nieruchomości będących własnością BHRT; okazało się, że nieruchomości są łącznie warte ponad 82 mln euro. Zadłużenie BHRT wobec EBU wynosi blisko 8,365 mln euro, a uregulowanie długu wobec EBU przez bośniacką stację jednocześnie oznacza, że będzie mogła ona powrócić podczas konkurs w 2025, jeśli się na to zdecyduje.

## Uczestnictwo
Bośnia i Hercegowina uczestniczy w Konkursie Piosenki Eurowizji od 1993. Poniższa tabela uwzględnia nazwiska wszystkich bośniackich reprezentantów, tytuły konkursowych piosenek oraz wyniki w poszczególnych latach.
| Rok  | Artysta                              | Piosenka                | Język                | Finał   | Finał  | Półfinał                | Półfinał                |
| Rok  | Artysta                              | Piosenka                | Język                | Miejsce | Punkty | Miejsce                 | Punkty                  |
| ---- | ------------------------------------ | ----------------------- | -------------------- | ------- | ------ | ----------------------- | ----------------------- |
| 1993 | Fazla                                | „Sva bol svijeta”       | bośniacki            | 16      | 27     | 2                       | 52                      |
| 1994 | Alma i Dejan                         | „Ostani kraj mene”      | bośniacki            | 15      | 39     | Brak rundy półfinałowej | Brak rundy półfinałowej |
| 1995 | Davorin Popović                      | „Dvadeset prvi vijek”   | bośniacki            | 19      | 14     | Brak rundy półfinałowej | Brak rundy półfinałowej |
| 1996 | Amila Glamočak                       | „Za našu ljubav”        | bośniacki            | 22      | 13     | 21                      | 29                      |
| 1997 | Alma Čardžić                         | „Goodbye”               | bośniacki            | 18      | 22     | Brak rundy półfinałowej | Brak rundy półfinałowej |
| 1999 | Dino i Beatrice                      | „Putnici”               | bośniacki, francuski | 7       | 86     | Brak rundy półfinałowej | Brak rundy półfinałowej |
| 2001 | Nino Pršeš                           | „Hano”                  | bośniacki            | 14      | 29     | Brak rundy półfinałowej | Brak rundy półfinałowej |
| 2002 | Maja Tatić                           | „Na jastuku za dvoje”   | serbski, angielski   | 13      | 33     | Brak rundy półfinałowej | Brak rundy półfinałowej |
| 2003 | Mija Martina                         | „Ne brini”              | chorwacki            | 16      | 27     | Brak rundy półfinałowej | Brak rundy półfinałowej |
| 2004 | Deen                                 | „In the Disco”          | angielski            | 9       | 91     | 7                       | 133                     |
| 2005 | Feminnem                             | „Call Me”               | angielski            | 14      | 79     | Top 12                  | Top 12                  |
| 2006 | Hari Mata Hari                       | „Lejla”                 | bośniacki            | 3       | 229    | 2                       | 267                     |
| 2007 | Marija Šestić                        | „Rijeka bez imena”      | serbski              | 11      | 106    | Top 10                  | Top 10                  |
| 2008 | Laka                                 | „Pokušaj”               | bośniacki            | 10      | 110    | 9                       | 72                      |
| 2009 | Regina                               | „Bistra voda”           | bośniacki            | 9       | 106    | 3                       | 125                     |
| 2010 | Vukašin Brajić                       | „Thunder and Lightning” | angielski            | 17      | 51     | 8                       | 59                      |
| 2011 | Dino Merlin                          | „Love in Rewind”        | angielski, bośniacki | 6       | 125    | 5                       | 109                     |
| 2012 | Maya Sar                             | „Korake ti znam”        | bośniacki            | 18      | 55     | 6                       | 77                      |
| 2016 | Dalal i Deen feat. Ana Rucner i Jala | „Ljubav je”             | bośniacki            | –       | –      | 11                      | 104                     |

## Historia głosowania w finale (1993-2016)
Poniższe tabele pokazują, którym krajom Bośnia i Hercegowina przyznała w finale konkursu punkty oraz od których państw bośniaccy reprezentanci otrzymywali noty.
| Lp. | Kraj      | Punkty |
| --- | --------- | ------ |
| 1   | Chorwacja | 101    |
| 2   | Turcja    | 95     |
| 3   | Serbia    | 56     |
| 4   | Słowenia  | 61     |
| 5   | Francja   | 59     |

| Lp. | Kraj               | Punkty |
| --- | ------------------ | ------ |
| 1   | Chorwacja          | 176    |
| 2   | Turcja             | 133    |
| 3   | Macedonia Północna | 114    |
| 4   | Słowenia           | 100    |
| 4   | Serbia             | 100    |

## Nagrody im. Marcela Bezençona
Nagroda Kompozytorów
| Rok  | Wykonawca      | Piosenka      | Autor(zy)                                          |
| ---- | -------------- | ------------- | -------------------------------------------------- |
| 2006 | Hari Mata Hari | „Lejla”       | Željko Joksimović Fahrudin Pecikoza Dejan Ivanović |
| 2009 | Regina         | „Bistra voda” | Aleksandar Čović                                   |